# Changement de nom de communes en France dans les années 1970
Pour des articles plus généraux, voir Changement de nom de communes en France et Changement de nom de communes en France au XXe siècle.
Cet article présente une liste des changements de nom de communes en France dans les années 1970.

## Années 1970

### 1970
13 avril 1970
| Ancienne dénomination | Département | Nouvelle dénomination |
| --------------------- | ----------- | --------------------- |
| Villiers-sur-Marne    | Aisne       | Villiers-Saint-Denis  |
| Doudeauville          | Eure        | Doudeauville-en-Vexin |
| Montambert-Tannay     | Nièvre      | Montambert            |

29 mai 1970
| Ancienne dénomination | Département | Nouvelle dénomination |
| --------------------- | ----------- | --------------------- |
| Limogne               | Lot         | Limogne-en-Quercy     |

7 décembre 1970
| Ancienne dénomination    | Département         | Nouvelle dénomination        |
| ------------------------ | ------------------- | ---------------------------- |
| Mandelieu                | Alpes-Maritimes     | Mandelieu-la-Napoule         |
| Malves                   | Aude                | Malves-en-Minervois          |
| Montredon                | Aude                | Montredon-des-Corbières      |
| Thézan                   | Aude                | Thézan-des-Corbières         |
| Bourcefranc              | Charente-Maritime   | Bourcefranc-le-Chapus        |
| Langrolay                | Côtes-du-Nord       | Langrolay-sur-Rance          |
| Morainville-près-Lieurey | Eure                | Morainville-Jouveaux         |
| Cluze-et-Pâquier         | Isère               | Saint-Martin-de-la-Cluze     |
| Préchacq                 | Landes              | Préchacq-les-Bains           |
| Ruan                     | Loir-et-Cher        | Ruan-sur-Egvonne             |
| La Bénissons-Dieu        | Loire               | La Bénisson-Dieu             |
| Verdun-sur-Meuse         | Meuse               | Verdun                       |
| Molitg                   | Pyrénées-Orientales | Molitg-les-Bains             |
| Allerey                  | Saône-et-Loire      | Allerey-sur-Saône            |
| Champagny                | Savoie              | Champagny-en-Vanoise         |
| Les Chavannes            | Savoie              | Les Chavannes-en-Maurienne   |
| Mâcot                    | Savoie              | Mâcot-la-Plagne              |
| Montgé                   | Seine-et-Marne      | Montgé-en-Goële              |
| Saint-Affrique           | Tarn                | Saint-Affrique-les-Montagnes |

30 décembre 1970
| Ancienne dénomination | Département  | Nouvelle dénomination |
| --------------------- | ------------ | --------------------- |
| Crottes               | Hautes-Alpes | Crots                 |

### 1971
17 mars 1971
| Ancienne dénomination | Département | Nouvelle dénomination |
| --------------------- | ----------- | --------------------- |
| Siouville             | Manche      | Siouville-Hague       |

24 mars 1971
| Ancienne dénomination       | Département     | Nouvelle dénomination   |
| --------------------------- | --------------- | ----------------------- |
| Magny                       | Calvados        | Magny-en-Bessin         |
| Sainte-Anne                 | Ille-et-Vilaine | Sainte-Anne-sur-Vilaine |
| Puttelange-lès-Farschviller | Moselle         | Puttelange-aux-Lacs     |
| Préaux                      | Orne            | Préaux-du-Perche        |
| Argonnex                    | Haute-Savoie    | Argonay                 |
| Lagny                       | Seine-et-Marne  | Lagny-sur-Marne         |

8 avril 1971
| Ancienne dénomination | Département  | Nouvelle dénomination |
| --------------------- | ------------ | --------------------- |
| Illiers               | Eure-et-Loir | Illiers-Combray       |

17 mai 1971
| Ancienne dénomination | Département | Nouvelle dénomination |
| --------------------- | ----------- | --------------------- |
| Saint-Marcel          | Aude        | Saint-Marcel-sur-Aude |

17 juillet 1971
| Ancienne dénomination | Département | Nouvelle dénomination |
| --------------------- | ----------- | --------------------- |
| Mézy                  | Yvelines    | Mézy-sur-Seine        |

12 août 1971
| Ancienne dénomination | Département  | Nouvelle dénomination |
| --------------------- | ------------ | --------------------- |
| Sentaraille           | Ariège       | Lorp-Sentaraille      |
| Vers                  | Gard         | Vers-Pont-du-Gard     |
| Cussac                | Gironde      | Cussac-Fort-Médoc     |
| Chissey               | Jura         | Chissey-sur-Loue      |
| Nanc                  | Jura         | Nanc-lès-Saint-Amour  |
| Anthy                 | Haute-Savoie | Anthy-sur-Léman       |
| Poix                  | Somme        | Poix-de-Picardie      |
| Moigny                | Essonne      | Moigny-sur-École      |

### 1972
1er juin 1972
| Ancienne dénomination | Département | Nouvelle dénomination |
| --------------------- | ----------- | --------------------- |
| Saint-Chély-du-Tarn   | Lozère      | Mas-Saint-Chély       |

2 juin 1972
| Ancienne dénomination | Département       | Nouvelle dénomination    |
| --------------------- | ----------------- | ------------------------ |
| Saint-Sever           | Charente-Maritime | Saint-Sever-de-Saintonge |
| Pleudihen             | Côtes-du-Nord     | Pleudihen-sur-Rance      |
| Bayon                 | Gironde           | Bayon-sur-Gironde        |
| Avignon               | Jura              | Avignon-lès-Saint-Claude |
| Saint-Colombin        | Loire-Atlantique  | Saint-Colomban           |
| Vire                  | Lot               | Vire-sur-Lot             |
| La Chaze              | Lozère            | La Chaze-de-Peyre        |

7 août 1972
| Ancienne dénomination | Département        | Nouvelle dénomination |
| --------------------- | ------------------ | --------------------- |
| Boutenac              | Charente-Maritime  | Boutenac-Touvent      |
| Cercueil              | Meurthe-et-Moselle | Cerville              |
| Durfort               | Tarn-et-Garonne    | Durfort-Lacapelette   |

### 1973
16 mars 1973
| Ancienne dénomination | Département    | Nouvelle dénomination |
| --------------------- | -------------- | --------------------- |
| Crouttes              | Aisne          | Crouttes-sur-Marne    |
| Clermont-Dessus       | Lot-et-Garonne | Clermont-Soubiran     |
| Baudinard             | Var            | Baudinard-sur-Verdon  |

21 mars 1973
| Ancienne dénomination | Département | Nouvelle dénomination |
| --------------------- | ----------- | --------------------- |
| Calviac               | Dordogne    | Calviac-en-Périgord   |

### 1974
13 février 1974
| Ancienne dénomination                | Département    | Nouvelle dénomination     |
| ------------------------------------ | -------------- | ------------------------- |
| Belleville                           | Cher           | Belleville-sur-Loire      |
| Gimel                                | Corrèze        | Gimel-les-Cascades        |
| Nanteuil-la-Fosse                    | Marne          | Nanteuil-la-Forêt         |
| Raillencourt                         | Nord           | Raillencourt-Sainte-Olle  |
| Broye-lès-Pesmes-Aubigney-Montseugny | Haute-Saône    | Broye-Aubigney-Montseugny |
| Plain-de-Corravillers                | Haute-Saône    | Corravillers              |
| Arbonne                              | Seine-et-Marne | Arbonne-la-Forêt          |
| Congis                               | Seine-et-Marne | Congis-sur-Thérouanne     |

7 juin 1974
| Ancienne dénomination    | Département | Nouvelle dénomination |
| ------------------------ | ----------- | --------------------- |
| La Roche-de-Saint-Michel | Dordogne    | La Roche-Chalais      |

### 1975
1er janvier 1975
| Ancienne dénomination | Département      | Nouvelle dénomination    |
| --------------------- | ---------------- | ------------------------ |
| Portel                | Aude             | Portel-des-Corbières     |
| Apremont              | Cher             | Apremont-sur-Allier      |
| Abjat                 | Dordogne         | Abjat-sur-Bandiat        |
| Chauvincourt          | Eure             | Chauvincourt-Provemont   |
| Sucé                  | Loire-Atlantique | Sucé-sur-Erdre           |
| Saint-Mathurin        | Maine-et-Loire   | Saint-Mathurin-sur-Loire |
| Saint-Honoré          | Nièvre           | Saint-Honoré-les-Bains   |
| Moncheaux             | Pas-de-Calais    | Moncheaux-lès-Frévent    |
| Six-Fours-la-Plage    | Var              | Six-Fours-les-Plages     |

26 septembre 1975
| Ancienne dénomination | Département | Nouvelle dénomination |
| --------------------- | ----------- | --------------------- |
| Bagat                 | Lot         | Bagat-en-Quercy       |

### 1976
5 mai 1976
| Ancienne dénomination        | Département | Nouvelle dénomination          |
| ---------------------------- | ----------- | ------------------------------ |
| Barberey                     | Aube        | Barberey-Saint-Sulpice         |
| Duilhac                      | Aude        | Duilhac-sous-Peyrepertuse      |
| Nojeon-le-Sec                | Eure        | Nojeon-en-Vexin                |
| Brouzet                      | Gard        | Brouzet-lès-Quissac            |
| Logrian-et-Comiac-de-Florian | Gard        | Logrian-Florian                |
| Saint-Sébastien              | Gard        | Saint-Sébastien-d'Aigrefeuille |
| Aulnoy                       | Nord        | Aulnoy-lez-Valenciennes        |
| Breux                        | Essonne     | Breux-Jouy                     |

4 juin 1976
| Ancienne dénomination    | Département | Nouvelle dénomination |
| ------------------------ | ----------- | --------------------- |
| Capesterre-de-Guadeloupe | Guadeloupe  | Capesterre-Belle-Eau  |

### 1977
5 octobre 1977
| Ancienne dénomination                | Département | Nouvelle dénomination      |
| ------------------------------------ | ----------- | -------------------------- |
| Longeville                           | Aube        | Longeville-sur-Mogne       |
| Sainte-Gemme                         | Cher        | Sainte-Gemme-en-Sancerrois |
| Mournans                             | Jura        | Mournans-Charbonny         |
| Lisse                                | Marne       | Lisse-en-Champagne         |
| Bréhan-Loudéac                       | Morbihan    | Bréhan                     |
| Le Cateau                            | Nord        | Le Cateau-Cambrésis        |
| Beaumotte-lès-Montbozon-et-Aubertans | Haute-Saône | Beaumotte-Aubertans        |
| Gaillon                              | Yvelines    | Gaillon-sur-Montcient      |

### 1978
25 août 1978
| Ancienne dénomination           | Département          | Nouvelle dénomination  |
| ------------------------------- | -------------------- | ---------------------- |
| Carignan                        | Gironde              | Carignan-de-Bordeaux   |
| Roizey                          | Loire                | Roisey                 |
| Lespielle-Germenaud-Lannegrasse | Pyrénées-Atlantiques | Lespielle              |
| Lathus                          | Vienne               | Lathus-Saint-Rémy      |
| Rogny                           | Yonne                | Rogny-les-Sept-Écluses |

21 décembre 1978
| Ancienne dénomination | Département | Nouvelle dénomination |
| --------------------- | ----------- | --------------------- |
| Lande-de-Libourne     | Gironde     | Lalande-de-Pomerol    |

### 1979
1er mars 1979
| Ancienne dénomination | Département | Nouvelle dénomination |
| --------------------- | ----------- | --------------------- |
| Prunay-sous-Ablis     | Yvelines    | Prunay-en-Yvelines    |

9 mars 1979
| Ancienne dénomination | Département    | Nouvelle dénomination  |
| --------------------- | -------------- | ---------------------- |
| Bernos                | Gironde        | Bernos-Beaulac         |
| Saint-Loup-de-Varenne | Saône-et-Loire | Saint-Loup-de-Varennes |

15 juin 1979
| Ancienne dénomination | Département       | Nouvelle dénomination   |
| --------------------- | ----------------- | ----------------------- |
| Aubigny               | Aisne             | Aubigny-aux-Kaisnes     |
| Charmont-sur-Marne    | Aisne             | Mont-Saint-Père         |
| Les Portes            | Charente-Maritime | Les Portes-en-Ré        |
| La Roche              | Finistère         | La Roche-Maurice        |
| Saint-Pons            | Hérault           | Saint-Pons-de-Thomières |
| Hoste-Haut            | Moselle           | Hoste                   |
| Sixt                  | Haute-Savoie      | Sixt-Fer-à-Cheval       |

22 novembre 1979
| Ancienne dénomination | Département  | Nouvelle dénomination |
| --------------------- | ------------ | --------------------- |
| Cognac-le-Froid       | Haute-Vienne | Cognac-la-Forêt       |

31 décembre 1979
| Ancienne dénomination | Département      | Nouvelle dénomination  |
| --------------------- | ---------------- | ---------------------- |
| Montréal              | Ain              | Montréal-la-Cluse      |
| Camps                 | Gironde          | Camps-sur-l'Isle       |
| Sainte-Anne           | Loire-Atlantique | Sainte-Anne-sur-Brivet |
| Réaup                 | Lot-et-Garonne   | Réaup-Lisse            |
| Dragey                | Manche           | Dragey-Ronthon         |
| Huilly                | Saône-et-Loire   | Huilly-sur-Seille      |